# Bylazora
Bylazora (en macédonien Билазора ou Вилазора) est un site archéologique situé près de Knéjyé, village de la municipalité de Sveti Nikolé, dans l'est de la Macédoine du Nord. Il se trouve dans la plaine de l'Ovtché Polé, en haut d'un plateau de 20 hectares. Les fouilles ont notamment mis au jour une acropole.
Il existe des hésitations à propos du nom du site, car de nombreuses sources écrites mentionnent Bylazora comme étant sur la route entre Stobi et Scupi, position qui convient davantage à Vélès, située à une vingtaine de kilomètres, qu'au site de Knéjyé. En effet, Vélès est sur le Vardar, fleuve qui passe près de Stobi et Scupi, tandis que Knéjyé est en retrait vers l'est. Néanmoins, les écrits mentionnent aussi une ville qui s'appelait Velessa, ce qui laisse penser que l'actuelle Vélès ne peut être à la fois Velessa et Bylazora. Enfin, les fouilles effectuées à Knéjyé ont été bien plus concluantes que celles menées à Vélès, puisque dans cette ville, la superficie des vestiges antiques ne dépasse pas 3,5 hectares, ce qui est trop petit pour une ville comme Bylazora.

## Histoire
Les sources écrites concernant Bylazora sont rares et aucune ne décrit la ville avec précision.
Bylazora était selon Polybe la plus grande ville de Péonie, un royaume qui s'étendait sur l'essentiel du territoire de l'actuelle Macédoine du Nord. Elle est conquise par Philippe V de Macédoine, qui règne de 221 à 179 av. J.-C. Ce dernier la fortifie afin de protéger son royaume des Dardaniens, un peuple qui vit autour de l'actuel Kosovo. Il semble par ailleurs que Philippe V ait pris Bylazora aux Dardaniens plutôt qu'aux Péoniens, car les rois de Péonie avaient déjà perdu leur puissance. Le fils de Philippe, Persée de Macédoine, se sert ensuite de la ville au cours de la guerre contre l'Empire romain. Elle est abandonnée au cours du IIe siècle av. J.-C. et sert de carrière de pierres.

## Fouilles
La découverte du site de Knéjyé est relativement récente, puisque les fouilles n'ont commencé qu'en 1976. Plusieurs campagnes ont ensuite lieu dans les années 1980 et 1990, puis le musée de Sveti Nikolé fait appel en 2008 à un fondation du Texas pour effectuer des fouilles systématiques.
Les fouilles ont révélé plusieurs strates de construction, comprenant des murs défensifs, une cuisine, de la poterie ainsi que divers bâtiments mal identifiés. Le style dominant est l'ordre dorique.